# Linux кернел
Линукс je кернел оперативних система налик Јуниксу. Спада у најпознатије примере слободног софтвера и софтвера развијаног путем отвореног кода.
Линукс се као појам раније односио само на кернел линукса, јер уз њега као део оперативног система најчешће долази мноштво библиотека и алата из Пројекта ГНУ, који не припадају пројекту Линукс. У свакодневном говору се, међутим, усталило да представља назив за све дистрибуције које се базирају на кернелу Линукса. Склоп кернела и корисничких алата се назива дистрибуција, којих тренутно постоји преко 300 различитих врста.
У почетку, линукс је био развијан и користили су га углавном појединци ентузијасти. Од тада линукс је придобио подршку од гиганта из информатичке индустрије почев од IBM-a до HP-a, као алтернатива за власничке верзије Јуникса и Windows-a на пољу сервера.
Линукс такође постаје све популарнији као оперативни систем за стоне рачунаре. Поклоници и аналитичари приписују овај успех његовој независности од добављача, ниским трошковима коришћења, безбедности и поузданости.
Линукс је у почетку био развијен за Intel-ове 386 микропроцесоре а данас подржава мноштво архитектура. Користи се у апликацијама у опсегу од стоних рачунара до суперрачунара и система за уградњу као што су мобилни телефони и лични видео-рекордери.
Линукс је настао као академски пројекат Линуса Торвалдса почетком деведесетих година прошлог века док је још увек студирао информатику на универзитету у Хелсинкију, Финска.
Линус је комплетан свој рад, линукс, објавио на Интернету где су програмери и инжењери из целог света могли да се придруже развоју.

## Историја
За Линуса Торвалдса писање линукс језгра у почетку је био хоби, за време студија на Хелсиншком универзитету у Финској. Торвалдс је провобитно користио Миникс (Minix), поједностављено језгро којег је написао Ендру Таненбаум за потребе предавања из дизајна оперативних система. Међутим, Таненбаум није подржавао проширивање свог оперативног система, што је навело Торвалдса да напише замену за Миникс. Иако је Миникс првобитно био потребан да би се написао и компајлирао линукс, линукс систем је убрзо превазишао Миникс по својој функционалности.
Прва верзија језгра линукса је објављена на Интернету септембра 1991. под ознаком 0.02, са другом верзијом која је уследила кратко после тога у октобру. Од тада, хиљаде програмера из целог света се прикључило пројекту. Есеј Ерика С. Рејмонда „Катедрала и пијаца: Размишљања о Линуксу и Отвореном кôду од случајног револуционара“ (The Cathedral and the Bazaar: Musings on Linux and Open Source by an Accidental Revolutionary) расправља о развојном моделу линукса и њему сличног софтвера.
Историја језгра линукса је уско повезана са историјом ГНУ-а, истакнутог пројекта слободног софтвера кога води Ричард Столман. Пројекат ГНУ је започет 1983. са циљем развоја комплетног оперативног система налик јуниксу, укључујући развојне алате и корисничке апликативне програме, у целости од слободног софтвера. До издавања прве верзије линукс језгра, ГНУ пројекат је направио све неопходне компоненте овог система осим језгра. Торвалдс и други рани развијачи линукса прилагодили су своје језгро тако да оно ради са ГНУ компонентама и програмима корисничког окружења да би направили у потпуности функционалан оперативни систем. Линукс језгро и оперативни систем су лиценцирани под ГНУ-овом Општом јавном лиценцом (ОЈЛ) која захтева да се све модификације изворног кода и дела која проистекну из њега такође лиценцирају под ОЈЛ-ом. Линус Торвалдс је 1997. изјавио да је објављивање линукса под ОЈЛ-ом дефинитивно најбоља ствар коју је он икада урадио.
Пингвин Тукс (Tux) је маскота линукса. Име Линукс није сковао сам Торвалдс, већ Ари Лемке, администратор на ftp.funet.fi, који је тако назвао директоријум из кога је линукс први пут био доступан. Робна марка „Linux“ је власништво Линуса Торвалдса.

## Дистрибуције
Развијено је више верзија линукса, међу којима су најпопуларније Слаквер (Slackware), Дебиан (Debian), Ред Хет (Red Hat), СуСЕ (SuSE), Мандрива (Mandriva), Убунту (Ubuntu), Линукс Минт, Џенту (gentoo). У последњих неколико година развија се линукс-Кнопикс (Knoppix), верзија оперативног система који није потребно инсталирати на рачунар, већ систем ради директно са CD-a. Кнопикс је прелазна варијанта линукса која осим оперативног система садржи и пакет програма за канцеларијско коришћење Опен Офис (паралелан програмима пакета Microsoft Office), програме за техничко цртање, рад са фотографијама, пакет мултимедијалног софтвера за слушање музике и гледање филмова, и интернет-претраживач (Mozilla Firefox). Сам Кнопикс се развио у много праваца, јер поседује уграђену помоћ за промену софтвера који се налази на CD-у, те је тако релативно једноставно направити дистрибуцију Кнопикса за своју специфичну намену.

## Напади на линукс
Заразна популарност је довела до масовне употребе линукса у мрежним и серверским применама. Наравно, разлог није само што је бесплатан већ што је изузетно поуздан и издржљив. Они који су га тада користили нису ни очекивали да буде привлачан и лак за употребу. Тражили су само поуздан оперативни систем пошто су сви Мајкрософтови серверски производи били скупи и неадекватни.
Међутим, када је почело прилагођавање изгледа и свих аспеката примене за обичног корисника, дошло је до честих реакција Мајкрософта, као и аутора Гну софтвера. Кампања Мајкрософта је имала за циљ да прикаже линукс као систем за кога се не зна ко га одржава, који није ни распрострањен па га зато ниједан вирус нити хакер и не напада и тако даље. У том пропагандном рату су се појављивале тврдње да Мајкрософт ангажује независне фирме да потврде како је линукс скупљи у употреби, да су склопили уговоре о сарадњи са фирмама које ће заузврат оптужити линукс да је плагијат и украдени код.